# SS Pasteur (1938)
«Пастер» (англ. SS Pasteur (1938) — пасажирське судно-океанський лайнер, побудований французькою компанією Chantiers de l'Atlantique у Сен-Назері на замовлення компанії Compagnie de Navigation Sud-Atlantique. Упродовж своєї 41-річної кар'єри лайнер ходив під чотирма назвами та прапорами шести країн.

## Історія
Початок Другої світової війни затримав введення «Пастера» до строю, і якісь час він перебував у Сен-Назері у Франції. Тому перше офіційне плавання з Бордо до Буенос-Айреса було скасовано через початок війни. У 1940 році судну доручили перевезти 200 тонн золотого запасу з Бреста, Франція, до Галіфакса, Нова Шотландія. Після падіння Франції океанський лайнер перейшов у ведення уряду Великої Британії, який передав судно під управління компанії Cunard-White Star. Протягом усієї війни «Пастер» використовувався як військове транспортне судно для транспортування військ, а також як шпитальне судно, що курсувало між Канадою, Південною Африкою, Австралією та Південною Америкою. За весь час служби він перевіз близько 300 000 солдатів, пройшовши 370 669 миль за війну.
Завдяки своїй високій швидкості «Пастер» зазвичай здійснював переходи сам і без супроводу, й не в складі конвою. У жовтні 1941 року він здійснив один рейс із Глазго до Галіфакса зі змішаним складом військ, включаючи офіцерів, які організовували транспортування 20 000 британських військ через Канаду та Тихий океан до Сінгапуру. Лайнер також перевіз одного разу майже 2000 німецьких полонених до таборів для військовополонених у Північній Америці. Крім того, він перевозив полонених з єгипетського Суеца до Південної Африки. У 1943 році він відвідав Фрітаун, Кейптаун, Дурбан, Аден і Порт-Тьюфік, а потім повернувся в Клайд і Галіфакс. 1942 року лайнер перевіз 10 000 солдатів британської 8-ї армії та 5000 солдатів 1-ої армії США, які вступали в бойові дії в ході Північно-Африканської кампанії.